# Boris Kriukow
Boris Kriukow (în ucraineană Борис Крюков, transliterat: Borîs Kriukov; n. 19 ianuarie 1895, Orhei, gubernia Basarabia, Imperiul Rus – d. 6 martie 1967, Buenos Aires, Argentina) a fost un pictor, grafician, mozaicist și decorator de teatru ucrainean și argentinian.

## Biografie
S-a născut în orașul Orhei din același ținut, gubernia Basarabia (Imperiul Rus) în familia unui grefier. A început să deseneze în copilărie. A intrat la Școala de Artă „Fiodor Krîcevski” din Kiev, unde a studiat și cu profesorii Mîhailo Boiciuk și Heorhii Narbut. În 1918 a absolvit, a mers la Camenița și, până în 1923, a predat desenul la Colegiul de Artă și Industrial din localitate.
Din 1923 până în 1940 a lucrat la Teatrul de Operă și Balet din Kiev. În 1923-1941 a colaborat cu editurile Культура („Cultura”), Editura de Stat, Книгоспілка („Uniunea Cărții”), Слово („Cuvântul”) și Радянський письменник („Scriitorul sovietic”). În 1943 s-a mutat împreună cu familia la Liov, odată cu apropierea frontului, la Cracovia și de acolo, în Austria, în orașul Gmunden.
A ilustrat aproximativ 500 de cărți, inclusiv de Ivan Franko, Borîs Hrincenko, Borîs Antonenko-Davîdovîci, Hrihorii Epik, Leonid Pervomaiskîi, Natalia Zabila, Petro Panci, Ivan Le, Oksana Ivanenko, Iuri Smolîcc și Taras Șevcenko.
Din 1950 până la moartea sa a fost singurul ilustrator al seriei Clasicos inolvidables („Clasici de neuitat”) a editurii spaniole El Ateneo.
În 1948 a emigrat în Argentina și s-a stabilit la Buenos Aires. A murit la Buenos Aires la 6 martie 1967.